# مركز القرن الجديد العالمي
مركز القرن الجديد العالمي : هو مبنى متعدد الإستخدامات يقع في تشنغدو، سيتشوان، الصين وهو أكبر مبنى في العالم من حيث المساحة الأرضية.